# Entschieden für Christus
Entschieden für Christus (EC), im englischen Sprachraum Christian Endeavour (CE), ist eine internationale überkonfessionell-christliche Jugendbewegung evangelikaler Prägung, die in über 60 Ländern arbeitet. Ihre Aufgabe sieht sie in der Weiterverbreitung der christlichen Botschaft im evangelikalen Verständnis. Dies geschieht weitgehend durch die ehrenamtliche Tätigkeit interessierter Jugendlicher und junger Erwachsener, die sich meist wöchentlich in Kleingruppen treffen. Unterstützt werden diese Jugendlichen durch die hauptamtliche Tätigkeit sogenannter Referenten.
Kontakte zwischen den nationalen Verbänden werden durch den EC-Weltverband (World Christian Endeavor Union) koordiniert.
In Deutschland ist der EC mit 35 anderen bundesweiten Verbänden Mitglied der Arbeitsgemeinschaft der Evangelischen Jugend.

## Geschichte
Die Jugendarbeit wurde durch den amerikanischen Gemeindepfarrer Francis E. Clark in Portland (Maine) 1881 ins Leben gerufen. Bald fand die Bewegung weltweit Beachtung und bereits 1894 gab es 56.000 Jugendgruppen mit fast 4 Millionen Mitgliedern, die sich in diesem Jahr zu einem gemeinsamen Verband zusammenschlossen (Christian Endeavour Society). Im Oktober 1913 wurde in Berlin-Friedrichshagen ein Bundeshaus eingerichtet. Nach dem Ersten Weltkrieg schlug sich die Erweckungszeit in fast allen Teilen Deutschlands in steigenden Mitgliederzahlen nieder. Innerhalb von vier Jahren, von 1918 bis 1922, verdreifachte sich die Anzahl der Mitglieder (1922: 1.330 Jugendbünde mit 40.000 Mitgliedern). 1926 wurde in Woltersdorf an der Schleuse das Kurhaus als neues Bundeshaus erworben. Ein besonderer Höhepunkt der internationalen EC-Bewegung war die im Jahr 1930 in Berlin durchgeführte erste EC-Weltbundtagung auf deutschem Boden, an der Besucher aus 37 Staaten teilnahmen. Nach dem Zweiten Weltkrieg wurde der Hauptsitz des EC-Bewegung von Woltersdorf nach Kassel verlegt, da die sowjetische Militäradministration den Verband in seiner Besatzungszone nicht genehmigte. In der Zentrale haben auch die evangelistische Bewegung proChrist und Alpha Deutschland ihre Geschäftsstellen.
Die EC-Weltverbandstagung findet alle vier Jahre in einem anderen Gastgeberland statt. 1998 in Bad Liebenzell und zuletzt 2023 in Mücke trafen sich die Mitglieder in Deutschland.
Einer durch den örtlichen EC-Jugendbund veranstaltete und durch das Ordnungsamt Düsseldorf genehmigten Aktion im Jahre 1965 „zur Verbrennung von Schundliteratur“ fielen u. a. Werke von Erich Kästner, Günter Grass, Albert Camus, Françoise Sagan und Vladimir Nabokov zum Opfer. Das sorgte in der Öffentlichkeit, in kirchlichen Kreisen sowie beim damaligen EC-Bundespfarrer Walter Lohrmann für Empörung.

## EC-Versprechen
Das EC-Versprechen ist ein Bekenntnis, dass die inhaltlichen Tätigkeiten der Vereinigung auf den Punkt bringt. Das EC-Versprechen ist formell so wie inhaltlich an das Glaubensbekenntnis der katholischen oder evangelischen Kirche angelehnt. In dem EC-Versprechen, verpflichtet sich der Sprecher nicht nur der Vereinigung selbst, sondern auch der Mission.

„Jesus Christus ist mein Erlöser und Herr!

Darum möchte ich ihm die Ehre geben und mein Leben nach seinem Willen gestalten.

Ich möchte auf sein Wort hören, die Bibel lesen und beten.

Ich will im EC mitarbeiten, am Leben meiner Gemeinde teilnehmen und die Gemeinschaft der Christen stärken.

Anderen Menschen möchte ich den Weg zu Jesus Christus zeigen.

Aus eigener Kraft kann ich das nicht.

Ich vertraue auf Jesus Christus.“

## Grundsätze
Im EC gibt es vier Grundsätze. Sie geben Orientierung für ihre Kinder-, Jungschar-, Teenager- und Jugendgruppen:
- entschieden für Christus
- zugehörig zur Gemeinde
- verbunden mit allen Christen
- gesandt in die Welt[5]

## Nationalverbände

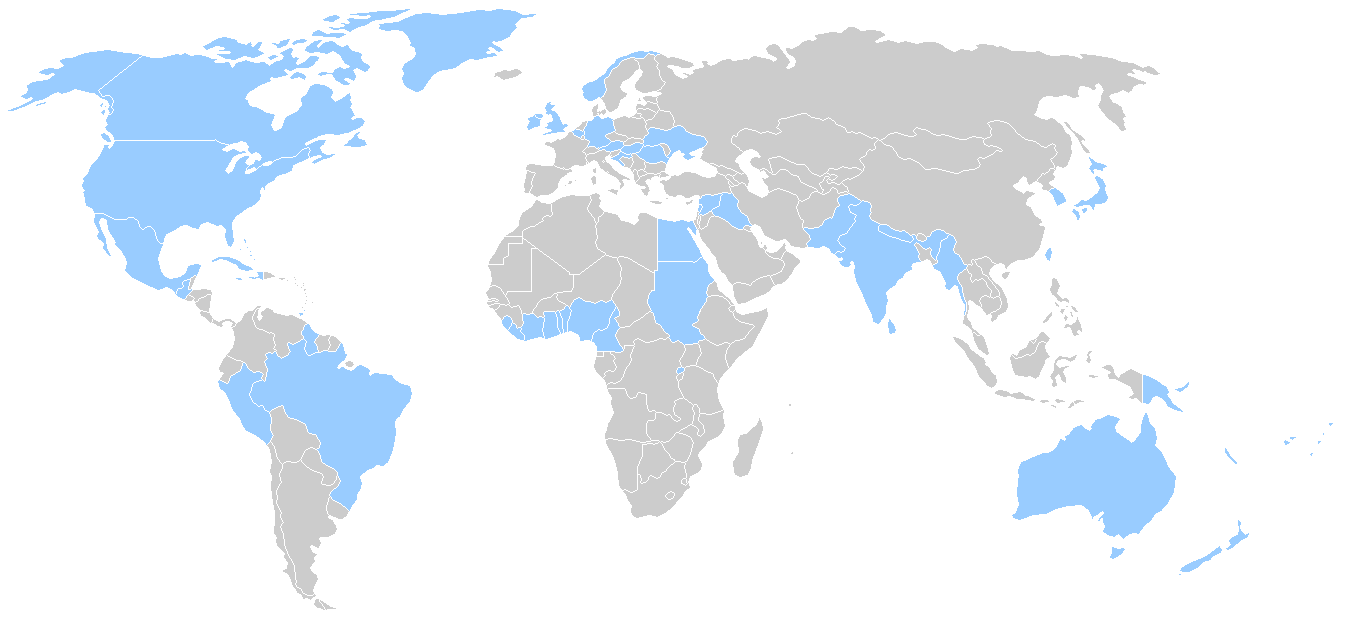
EC-Arbeit weltweit

Der EC besteht weltweit aus 67 Nationalverbänden, welche in ihren Bezeichnungen von der deutschen („Entschieden für Christus“) abweichen können.

## Deutschland
In Deutschland wurde am 7. Oktober 1894 der erste deutsche „Jugendbund für entschiedenes Christentum“ gegründet. 1903 schlossen sich die inzwischen entstandenen dem Pietismus nahestehenden Landesverbände zu einem nationalen Verband zusammen. Im Oktober 1965 fand eine Bücherverbrennung durch eine lokale EC-Gruppe überregionale Beachtung.
Der Sitz des deutschen Verbandes befindet sich in Kassel. Von dort aus wird die Arbeit der 17 verschiedenen Landesverbände koordiniert, die meist noch in verschiedene Kreisverbände unterteilt sind. Im Allgemeinen ist der EC in Deutschland als ein freies Werk innerhalb der Evangelischen Kirche in Deutschland organisiert. Er kann aber je nach Verband auch in der Gemeinschaftsbewegung integriert sein. Unter der Leitung von Pfarrer Arno Pagel als erstem Bundespfarrer nach dem Zweiten Weltkrieg erfuhr der EC im Westen Deutschlands einen Neubeginn, da er Jugendliche begeistern konnte. Die von ihm geleiteten Freizeiten zeigten großen missionarischen Erfolg. Pagel hat durch sein missionarisches Wirken die Geschichte des Deutschen EC-Verbandes bis in die Gegenwart hinein geprägt. Von 1961 bis 1964 war er zusätzlich für die Indienhilfe des EC-Verbandes verantwortlich und 1974–1982 Präsident des EC-Weltbundes. Von 2004 bis Oktober 2018 war Rudolf Westerheide EC-Bundespfarrer. Dieser leitet im Auftrag des Vorstandes den Deutschen EC-Verband. Am 1. Januar 2020 folgte nach einer Vakanzzeit Klaus Göttler als neuer EC-Generalsekretär (wie die bisherige Position des EC-Bundespfarrers nun heißt). Er hatte dieses Amt  2002–2003 schonmal kommissarisch inne. Seit 1. August 2011 ist Simon Schuh Bundesgeschäftsführer. Harald Dürr löste 2020 Hartmut Kämpfer als Vereinsvorsitzenden ab.
Etwa 3500 Jugendgruppen des deutschen Vereins erreichen über 50.000 junge Menschen.
Finanziert wird die Jugendarbeit des deutschen EC-Verbandes zu 65 Prozent aus Spenden und zu 5 Prozent aus Mitgliedsbeiträgen. 30 Prozent stammen aus Mitteln des Kinder- und Jugendplans des Bundes (KJP-Mittel) sowie aus Zuschüssen der Evangelischen Kirche in Deutschland. Die einzelnen Landesverbände sind zumeist eigenständige, eingetragene Vereine. Ausnahmen bilden dabei die Verbände in Berlin-Brandenburg, Sachsen, Thüringen und der Süddeutsche Verband, die als nicht eingetragene Vereine Teil der jeweiligen Gemeinschaftsverbände sind.

### Generalsekretäre
Theologische Leiter des Deutschen EC-Verbandes (zunächst als Bundesdirektoren, ab 1946 als Bundespfarrer, seit 2020 als Generalsekretäre bezeichnet)
- 1919–1937: Gustav Schürmann
- 1937–1944: Hans Sixt
- 1944–1946: Otto Kaiser
- 1946–1964: Arno Pagel
- 1965–1970: Walter Lohrmann
- 1971–1981: Rolf Woyke
- 1982–1991: Christoffer Pfeiffer
- 1991–1993: Gerhard Fitting
- 1994–2002: Volker Steinhoff
- 2002–2003: Klaus Göttler, kommissarisch
- 2004–2018: Rudolf Westerheide
- seit 2020: Klaus Göttler[13]

### Landesverbände
(Quelle: )
- Bayerischer Jugendverband „Entschieden für Christus“
- EC West (ehemals EC Chrischona Jugendarbeit (ECJA), EC-Landesverband Rhein-Main-Saar und EGV Pfalz Jugend)
- Landesjugendverband „Entschieden für Christus“ Hessen-Nassau
- Jugendverband „Entschieden für Christus“ Mecklenburg
- EC-Nordbund
- EC-Landesverband Niedersachsen
- EC-Landesverband Ostwestfalen-Lippe
- Rheinisch-Westfälischer EC-Landesverband
- Sächsischer Jugendverband „Entschieden für Christus“
- EC-Verband für Kinder- und Jugendarbeit Sachsen-Anhalt
- Süddeutscher Jugendverband „Entschieden für Christus“ (SV-EC)
- Südwestdeutscher Jugendverband „Entschieden für Christus“ (SWD-EC)
- EC-Landesverband Thüringen
- Jugendverband „Entschieden für Christus“ Vorpommern
- EC im Gemeinschaftswerk Berlin-Brandenburg

Dem deutschen EC-Verband ist außerdem auch der EC-Jugendkreis in Seeboden/Kärnten zugeteilt.

### Arbeitsbereiche
- Arbeit mit Kindern (Kinderstunden, Spielprogramme und Kinderwochen, Kinderbibeltage)
- Jungschararbeit (Arbeitsmaterial für Jungscharmitarbeiter „JUMAT – Jungscharmaterial“, Jungschartage und Jungscharfreizeiten)[15]
- Teenagerarbeit (Mitarbeiterzeitschrift t.e.c. – „teens erleben christus“[15], Erlebnispädagogik, (inpac), Teenagertage, -abende, -wochen und -freizeiten)
- Jugendarbeit (Jugendstunden mit Gesprächen über Gott und die Welt, Bibelseminaren, Bekenntnis- und Weihestunden, Zeitschrift „echt. Im Glauben wachsen“ mit praktischen Stundenentwürfen)[15]
- Pfadfinder Entschieden für Christus (PEC), seit 2013;[16] 2024 erstmals mit bundesweitem „Bündelager“ in Immenhausen bei Kassel.[17]
- Missionarische Arbeit (Missionarische Programme, Zelteinsätze, Evangelisation und Seelsorge)
- Musik, Sport, Kultur (Musik- und Kreativseminare, Konzerte, Bausteine „musik & mehr“, Deutsche EC-Sport-Meisterschaften)
- Bildungsarbeit (Seminar-Wochenende und Kongress über biblische, jugendpolitische und gesellschaftlich aktuelle Themen, Mitarbeiterschulung)
- EC-Indienhilfe ist die Sozial-Missionarische Arbeit des Deutschen EC-Verbandes und unterstützt über 3000 Kinder und Jugendliche gemeinsam mit Partnern und Kirchen in Indien und Nepal.
- Arbeitskreis Baltikum unterhält Kontakte und soziale Projekte in Osteuropa
- Sozial-Diakonische Arbeit (Hilfe für Menschen in Krisen, mit psychischer Labilität und Glaubensproblemen im EC-Seelsorgezentrum)
- Freiwillige Soziale Dienste (Anerkannter Träger des Freiwilligen Sozialen Jahres, bundesweite Vermittlung, Begleitung, Seminare)
- BORN-Verlag (Fachbücher für praktische Kinder- und Jugendarbeit, Arbeitsmaterial, Zeitschriften, Bibellese „Lichtstrahlen“)[18]. Der EC ist im Programmbeirat des an die SCM Verlagsgruppe übergegangenen BORN-Verlages weiterhin an den Inhalten und Neuerscheinungen beteiligt.
- Pflege des geistlichen Profils des Sana Krankenhaus Gottesfriede Woltersdorf bei Berlin (Fachkrankenhaus und Tagesklinik für Geriatrie)
- EC-Begegnungs- und Bildungszentrum „Haus Gottesfriede“ mit Selbstversorgerhaus in Wolterdorf bei Berlin

### EC-Seelsorgezentrum
Das Seelsorgezentrum war ein ab 1983 bestehender Arbeitsbereich des EC in Kassel, initiiert durch den damaligen Bundespfarrer Rolf Woyke. Die Einrichtung ist Mitglied in der Arbeitsgemeinschaft Christlicher Lebenshilfen, ACL. Das Zentrum bietet seelsorgerliche und sozial-therapeutische Hilfe für Menschen im Alter von 16 bis 35 Jahren mit Beziehungs- und Lebensfragen, Ess-Störungen, Glaubenskrisen und psychischen Krankheiten an. Nicht aufgenommen werden Menschen mit Fällen von akuter psychischer Erkrankung, mit hirnorganischen Störungen oder mit vorrangig zu behandelnder Suchtmittelabhängigkeit.
Dieser Arbeitsbereich wurde 2021 beendet.
Stattdessen wurde im Jahr 2022 der Arbeitsbereich Beratung und Begleitung neu geschaffen. Das Ziel ist Leitende und Mitarbeitende sowie Jugendarbeiten und Gemeinden zu unterstützen. Wissen im Bereich Mentoring und Coaching sollen vermittelt sowie Beratungen angeboten werden. Referent für diesen Arbeitsbereich ist Bernd Pfalzer.

### Partnerschaften
- Seit Dezember 2020 Partner beim christlichen Internetradio „tru:“, das am 30. Oktober 2020 in Hamburg den Betrieb aufgenommen hat.[20]

## Zahlen (nach Angaben des Verbandes)
- ca. 3.000 Kinder-, Jungschar-, Teenager- und Jugendgruppen
- ca. 50.000 wöchentliche Teilnehmer
- ca. 2.000.000 Mitglieder weltweit

## Periodika
- Der EC gibt dreimonatlich in der Mitte des Quartals die Zeitschrift „Entschieden“ (bis August 2019 „Anruf“) heraus, ISSN 2191-396X.